# 文景街道
文景街道是北京市通州區中部的一个街道， 于2020年9月成立。行政区划代码为110112009。
管辖范围东北至张采路，东南至东六环路，西南至京哈高速、西北至九棵树西路，北至万盛南街、群芳南街。文景街道办事处驻曹园村300号。